# Allan Kaprow
Allan Kaprow (Atlantic City, Nueva Jersey, 23 de agosto de 1927-Encinitas, California, 5 de abril de 2006) fue un artista estadounidense precursor en el establecimiento de los conceptos de arte de performance. 

## Biografía
Allan Kaprow ayudó a desarrollar la idea de instalación artística y de happening a fines de los años cincuenta y sesenta. Sus happenings, alrededor de doscientos, fueron evolucionando a lo largo de los años. Con el tiempo, Kaprow evolucionó su práctica y las denominó «Actividades», una mezcla de comportamientos cotidianos con el estudio de acciones básicas. A su vez, su obra influye en Fluxus, el arte de performance y la instalación artística.
Estudió composición con John Cage en su famosa clase en la New School for Social Research, pintura con Hans Hofmann e historia del arte con Meyer Schapiro. Los trabajos de Kaprow intentan integrar el arte y la vida. A través de happenings, la separación entre vida y arte, y el artista y el público se vuelve borrosa. Publicó extensamente y fue profesor Emérito en el Departamento de Artes Visuales de la Universidad de California, San Diego. Kaprow es conocido también por la idea de un «no-arte», que se encuentra en sus ensayos Arte que no puede ser arte y La Educación del No-artista. 
Su influencia es también evidente en el Instituto de Arte de California, donde fue profesor durante los primeros años de formación. 
Es célebre su frase «La línea entre el arte y la vida debe mantenerse tan fluida, y quizás indistinta, como sea posible».

## Los happenings
En 1958, Kaprow publicó el ensayo “El legado de Jackson Pollock”. Exige un “arte concreto” hecho de materiales cotidianos tales como “pintura, sillas, comida, luces de neón, humo, agua, medias viejas,  un perro, películas”. En este texto particular, él usa el término “happening” por primera vez para expresar que la artesanía y la permanencia debían ser olvidadas y los materiales perecederos deberían ser usados en el arte.  
Los “happenings” empezaron como eventos estrictamente planeados, en los que la audiencia y los performers seguían señales para experimentar el arte. Para Kaprow, un happening era “un juego, una aventura, un número de actividades realizadas por los participantes, con el motivo de jugar”. Además, Kaprow dice que los happenings eran “eventos que, sencillamente, ocurren”. No había un inicio, nudo o desenlace estructurado; y no había distinción o jerarquía entre el artista y el espectador. Era la reacción del espectador la que definía la pieza del arte, haciendo de cada happening una experiencia única que no puede ser replicada”. Estos happenings representan lo que nosotros ahora llamamos “arte de los nuevos medios”. Es participativo e interactivo, cuyo objetivo es derribar “la cuarta pared” entre artistas y espectadores, así observadores no solo pueden “leer” la pieza, sino también interactuar con ella, volviéndose parte del arte.
Una obra de este tipo, titulada "Dieciocho happenings en seis partes”, involucra una audiencia desplazándose junta para experimentar elementos tales como una banda tocando instrumentos de juguete, una mujer exprimiendo una naranja y pintores pintando. Su trabajo evolucionó, y se volvió menos organizado e incorporó más actividades cotidianas. Otro ejemplo de un happening que él creó involucraba llevar gente dentro de un cuarto que contenía una abundante cantidad de cubos de hielo, que debían ser tocados por los espectadores; haciéndolos derretirse y volviéndolos al punto de partida.

## Selección
Los Happenings más famosos de Kaprow empezaron entre 1961 y 1962, cuando llevó estudiantes o amigos a un sitio específico para realizar una pequeña acción. Él ganó una significante atención en septiembre de 1962 por su performance “Palabras” (“Words”) en el Smolin Gallery. Sin embargo, la naturaleza ceremonial de sus happenings es ilustrada de forma inigualable en “Comer” (“Eat”, 1964), que tomó lugar en una caverna vieja con pisos irregulares atravesados por charcos y arroyos. Como el dramaturgo canadiense Gary Botting lo describe: “Los ‘visitantes’ entraban a través de una puerta vieja, y caminaban por un oscuro, estrecho corredor y subían hacia una plataforma iluminada por un ordinario foco de luz incandescente. Mujeres jóvenes ofrecían vino tinto y blanco a cada visitante. Del techo colgaban manzanas y racimos de bananas y una chica freía buñuelos de banana en una plaza. En una pequeña cueva, a la que solo se podía ingresar subiendo por una escalera, un performer cortaba, salteaba y distribuía papas hervidas. En una choza de leños, pan y jamón eran servidos. El pan estaba atascado entre los leños. Los visitantes podían comer y beber al azar durante una hora. No había otro diálogo más que aquel que se producía entre visitantes y performers”. Botting señaló que “Eat” apelaba a todos las sensaciones y sobreañadido a eso estaba el rítmico, repetitivo tictac de metrónomos configurados como el latido del corazón humano, simulando tambores ceremoniales. Además, los visitantes estaban involucrados físicamente (por ser requerido que caminasen, comiesen, bebiesen, etc.), mentalmente (por ser requerido que siguiesen direcciones), emocionalmente (por la oscuridad y la extrañeza del interior de la cueva) y místicamente (por el ‘misterio’ de lo que había más allá de los muros de la choza o de la caverna interna). En poco tiempo, Kaprow desarrolló técnicas para provocar una respuesta de la audiencia, alentando a los miembros de la misma a hacer sus propias conexiones entre las ideas y los eventos. En sus propias palabras “Y el trabajo en sí mismo, la acción, el tipo de participación era tan remoto de cualquier cosa artística como lo era el lugar”. Él raramente grababa sus happenings, lo que los convertía acontecimientos únicos... 

## Desarrollo
El trabajo de Kaprow apunta a integrar arte y vida. A través de los happenings, la separación entre vida, arte, artista y audiencia se vuelve difusa. El Happening permite que el artista experimente con el movimiento corporal, sonidos registrados, textos escritos y hablados, e incluso olidos. Uno de sus más tempranos happenings fue el “Happening en la escena de Nueva York ("Happenings in the New York Scene”) escrito en 1961 mientras la forma se iba desarrollando.Kaprow los llamó piezas de teatro poco convencionales, incluso si ellos son rechazados por los “devotos” del teatro, por sus orígenes de artes visuales. Estos happenings usaban elementos desechables como cartones o latas haciéndolos más baratos para Kaprow, pudiendo luego transformar sus obras de arte a cada rato. En cuanto aquellos elementos se descomponían, él podía reunir más elementos desechables y producir otra obra maestra improvisada. Él apuntaba a que su presentaciones en desvanes, almacenes y sótanos dilataran el concepto de teatro al destruir la barrera entre audiencia y obra y demostrando la conexión orgánica entre arte y su medio ambiente”. Ha habido recreaciones de sus piezas, como “Desbordamiento (“Overflow”), un tributo al original de 1967 “Fluidos” (“Fluids”).
En el 2014 “This is Not a Theatre Company” remontó dos happenings de Kaprow en Nueva York como parte de la exhibición “Allan Kaprow: Other Ways”, en la Fundación Antoni Tapies en Barcelona: “Pieza de cepillado dental” (“Toothbrushing Piece”), actuada privadamente con amigos y “Postura” (“Pose”), llevando sillas a través de la ciudad, sentándose aquí y allá. Fue fotografiado.
Existen diversas publicaciones sobre la obra de Kaprow. Además fue profesor Emérito en el Visual Arts Department of the University of California, San Diego. Él es también conocido por su idea de “anti – arte”, encontrada en sus ensayos “Arte que no puede ser arte” y “La educación del anti-artista”. Muchos artistas de renombre como Claes Oldenburg, lo cita a él como una influencia en su trabajo. Su influencia también es evidente en el California Institute of the Arts, donde el enseñó durante sus primeros años de formación.
- Datos: Q366380